# Duncan Bluff
Das Duncan Bluff ist ein 1800 m hohes Felsenkliff im ostantarktischen Viktorialand. In den Darwin Mountains des Transantarktischen Gebirges ragt es zwischen dem Corell Cirque und dem Conant Valley auf.
Das Advisory Committee on Antarctic Names benannte es 2001 nach Patrick Duncan Smith, Informationstechniker im Polarprogramm der National Science Foundation von 1995 bis 2001 und in dieser Funktion verantwortlich für die Satellitenkommunikation zwischen Antarktika und der übrigen Welt.